# Guillaume Robert de La Marck
Guillaume Robert de La Marck (* 1. Januar 1563 in Sedan; † 11. Januar 1588 in Genf) war souveräner Herzog von Bouillon und Fürst von Sedan.

## Leben
Guillaume Robert de La Marck war der Sohn von Henri-Robert de La Marck und Françoise de Bourbon-Vendôme. Er wurde vermutlich protestantisch getauft. und später dem Pastor Hellin zur Erziehung anvertraut. Mit 14 Jahren vervollständigte er seine Ausbildung am Gymnasium Johann Sturms in Straßburg. Anschließend begleitete er seinen Onkel François de Montpensier auf dessen Gesandtschaft nach London.
Mit dem Tod seines Vaters am 2. Dezember 1574 war er unter der Regentschaft seiner Mutter 3. Herzog von Bouillon und 2. Fürst von Sedan geworden. Er war zudem Seigneur de Jametz et de Raucourt, Marchese di Crotone in Kalabrien, Titulargraf von Mark, Comte de Braine et d’Albon, Baron de Sérignan, Privas, Arlempdes, Mauny, Châtelain de Nogent-le-Roi et de Chaumont-sur-Loire, Capitaine de 100 Hommes d’Armes des Ordonnances du Roi et des Suisses de la Garde royale. Am 7. November 1584 wurde er für volljährig erklärt.
Seine Regierungszeit war durch finanzielle und politische Wirren geprägt, die mit den Hugenottenkriegen zusammenhingen. Von 1583 bis 1585 überwachte er als Erweiterung der während der Regentschaft seiner Mutter durchgeführten Aktionen die Verbesserung der Verteidigung der Stadt Sedan, den Bau der Bastion Sillery und die große Verschanzung von Le Mesnil.
Mit dem Tod des französischen Königs Heinrich III. wurde im Juni 1584 Heinrich von Navarra der Erbe des Throns. In diesem Zusammenhang wurde die Katholische Liga wiederbelebt. Die aggressive Politik und dann die Angriffe dieser Bewegung, angeführt von Henri de Lorraine, Duc de Guise, einem Herrn, dessen Ländereien in der Nähe von Sedan lagen, zwangen Guillaume Robert de La Marck, die Neutralitätspolitik seines Vaters und seiner Mutter aufzugeben.
Die Lunte entzündeten protestantische Soldaten, die nach Sedan geflüchtet waren, als sie Rocroi angriffen. Der Herzog von Guise reagierte, indem er Unordnung und Angst um Sedan, in Balan, Bazeilles, Francheval und Givonne säte, ohne es zu wagen, die Stadt Sedan selbst anzugreifen. Die Männer der Liga plünderten Douzy. Doch dem Herzog von Bouillon gelang es, sie bei Daigny zu überraschen und zu besiegen.
Beiden Parteien rekrutierten Söldner. Am 23. Juni 1587 verließ Guillaume Robert Sedan, wo er seine 13-jährige Schwester Charlotte de La Marck zurückließ (die Mutter war kurz zuvor, am 17. Mai 1587 gestorben), zog ins Elsass, wo er sich an die Spitze einer Armee von 27.000 Männern stellte und mit ihnen die Ländereien de Guise in Lothringen durchquerte.
Nach der Niederlage von Vimory am 26. Oktober 1587 übergab er das Kommando an den Fürsten von Conti. Am 24. November 1587 erlitt er die Niederlage bei Auneau, der der allgemeine Rückzug folgte. Er suchte Zuflucht in der Schweiz, wo er erkrankte, am 27. Dezember 1587 testierte und am 11. Januar 1588 im Alter von 25 Jahren in Genf starb. Er wurde im dortigen Temple de Saint-Gervais bestattet.
Da er unverheiratet und ohne Nachkommen war und sein jüngerer Bruder Jean am 6. Oktober 1587 in Laignes gestorben war, wurde seine Schwester Charlotte als einzige Überlebende der Nachkommen Henri Roberts de La Marck seine Erbin. Diese brachte das Herzogtum Bouillon und das Fürstentum Sedan ihrem Ehemann Henri de La Tour d’Auvergne zu.